# Le Bristol Paris
Pour les articles homonymes, voir Bristol et Hôtel Bristol.
Le Bristol Paris est un palace situé à Paris, en France. Il fait partie des douze palaces de la capitale française.

## Situation et accès
L'hôtel est situé au 112, rue du Faubourg-Saint-Honoré, dans le 8e arrondissement.
Le quartier est desservi par les lignes 9 et 13 à la station Miromesnil.

## Origine du nom

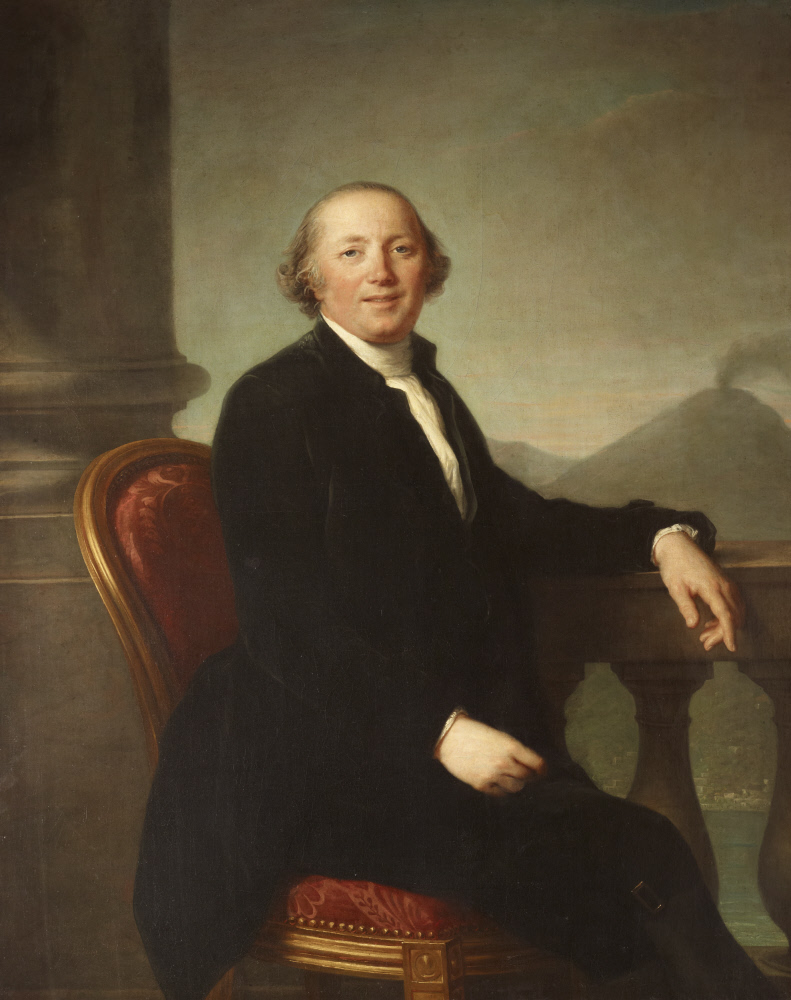
Frederick Hervey, comte de Bristol par Élisabeth Vigée Le Brun (1790).

Il est baptisé « Bristol » en hommage à Frederick Hervey (4e comte de Bristol), grand voyageur britannique épris de luxe.

## Historique
En 1758, lors de la construction de la place de la Concorde, le duc de Noailles vend à Jean François Sandrié, entrepreneur des Bâtiments du Roi, un terrain maraîcher de 60 ha sur lequel est construit un hôtel particulier. Acheté par la comtesse de Damas, celle-ci, à sa mort en 1827, le lègue à sa fille, veuve du comte Charles-François de Vogué. La demeure est vendue en 1829 au comte Jules de Castellane, qui y fait installer le théâtre privé qui devient ensuite le restaurant d’hiver de l’hôtel Bristol jusqu'en 2011.
Laissé à l'abandon pendant plusieurs années, l'hôtel de Castellane est acquis en 1923 par Hippolyte Jammet (1893-1964), entrepreneur et fils des propriétaires du restaurant « Bœuf à la mode ». L'hôtel, refait dans le style Art déco avec le concours des architectes Gustave Umbdenstock et Urbain Cassan, est ouvert officiellement en avril 1925, au milieu des années folles. 
En 1936, une polémique éclate au sujet de la nourriture servie aux employés de l’hôtel, certains d’entre eux la jugeant « infecte ».
Pendant l'Occupation allemande, l'architecte Léo Lehrman, juif, resta caché dans la chambre 106 du Bristol, l'un des rares grands hôtels de Paris non réquisitionnés par les Allemands car le propriétaire Hippolyte Jammet a conclu en juin 1940 un accord avec l'ambassadeur des États-Unis William C. Bullitt, pour en faire une annexe résidentielle de l'ambassade américaine, en contrepartie de la mise à disposition gratuite de l'établissement et de ses services. La nuit, lorsque l'hôtel était vide, Lehrman quittait sa cachette, pour aller faire en secret les plans des futurs travaux de l'hôtel, et notamment de l'ascenseur en fer forgé torsadé. Ce secret fut gardé par les 210 salariés du Bristol.
À partir de 1944, après la Libération de Paris, l’hôtel devient un haut lieu de rendez-vous des ambassadeurs et diplomates mondiaux. L'ambassade de Turquie y est par exemple installée durant une année.
Il est consacré en 1949 en obtenant ses « 4 étoiles luxe », puis est classé en première position par le guide américain Fielding’s Travel Guide to Europe, en 1962, lui assurant la notoriété aux États-Unis.
En 1978, Rudolf-August Oetker, président du groupe industriel allemand Dr. Oetker, acquiert l’hôtel. Un an après, celui-ci s’agrandit avec la construction d’une nouvelle aile côté jardin, ancien « couvent des Petites Sœurs de la Bonne Espérance ». Deux autres symboles du Bristol voient bientôt le jour : la piscine et le vaste jardin de 1 200 m2.
Dans la nuit du 25 au 26 mai 2009, l’hôtel est le théâtre d’un fait divers sanglant qui connaît un fort retentissement médiatique. Une riche femme d’affaires polonaise, Kinga Legg, est tuée par son compagnon, Ian Griffin, un ressortissant britannique, dans l’une des chambres de l'hôtel,. En 2014, l'auteur des faits est condamné à 14 ans de prison en appel.
Le 15 septembre 2009, le Bristol s'agrandit de 21 chambres, 5 suites et d'un nouveau restaurant, le « 114 Faubourg », grâce à l’acquisition de l’immeuble mitoyen.
En 2014, Sonia Papet est nommée chef concierge au Bristol, devenant la seule femme à ce poste d'un palace parisien.
En 2014, l’hôtel est classé « meilleur hôtel et meilleur hôtel de luxe de France » par le site américain TripAdvisor.
En 2019, Le Bristol installe dans ses locaux un authentique moulin à céréales pour faire sa propre farine, « à la recherche du blé ancien », afin de réaliser son propre pain. La même année, l’hôtel crée sa chocolaterie interne où sont réalisées toutes les confiseries chocolatées proposées aux clients de l'hôtel.

## Les propriétaires
Le Bristol appartient à la famille Oetker. Le groupe Oetker Collection est présent dans plusieurs secteurs, dont celui de l’hôtellerie de luxe. À ce jour, la famille Oetker possède le Brenner’s Park Hôtel (en Allemagne), le Cap Eden Roc (à Antibes), le Château du Domaine Saint Martin (à Vence), L'Apogée Courchevel en Savoie, Le Palacio Tangara (à Sao Paulo), L'Eden Rock (à Saint-Barthélemy), Le Lanesborough (à Londres) et enfin Le Bristol Paris. Dans ces endroits, le groupe hôtelier est régulièrement en concurrence avec LVMH Hotel Management. Le projet d'un hôtel de luxe Bristol à Abu Dhabi, annoncé en 2009, est finalement abandonné en 2013.
La société Hotel Le Bristol a été créée en 1957 ; elle est dirigée depuis 2016 par Luca Allegri ; son chiffre d'affaires a atteint 62 M€ en 2016 et la perte nette sur cet exercice est de 11 M€. L'effectif 2018 est de 558 personnes.

## L’hôtel

### Chambres et suites

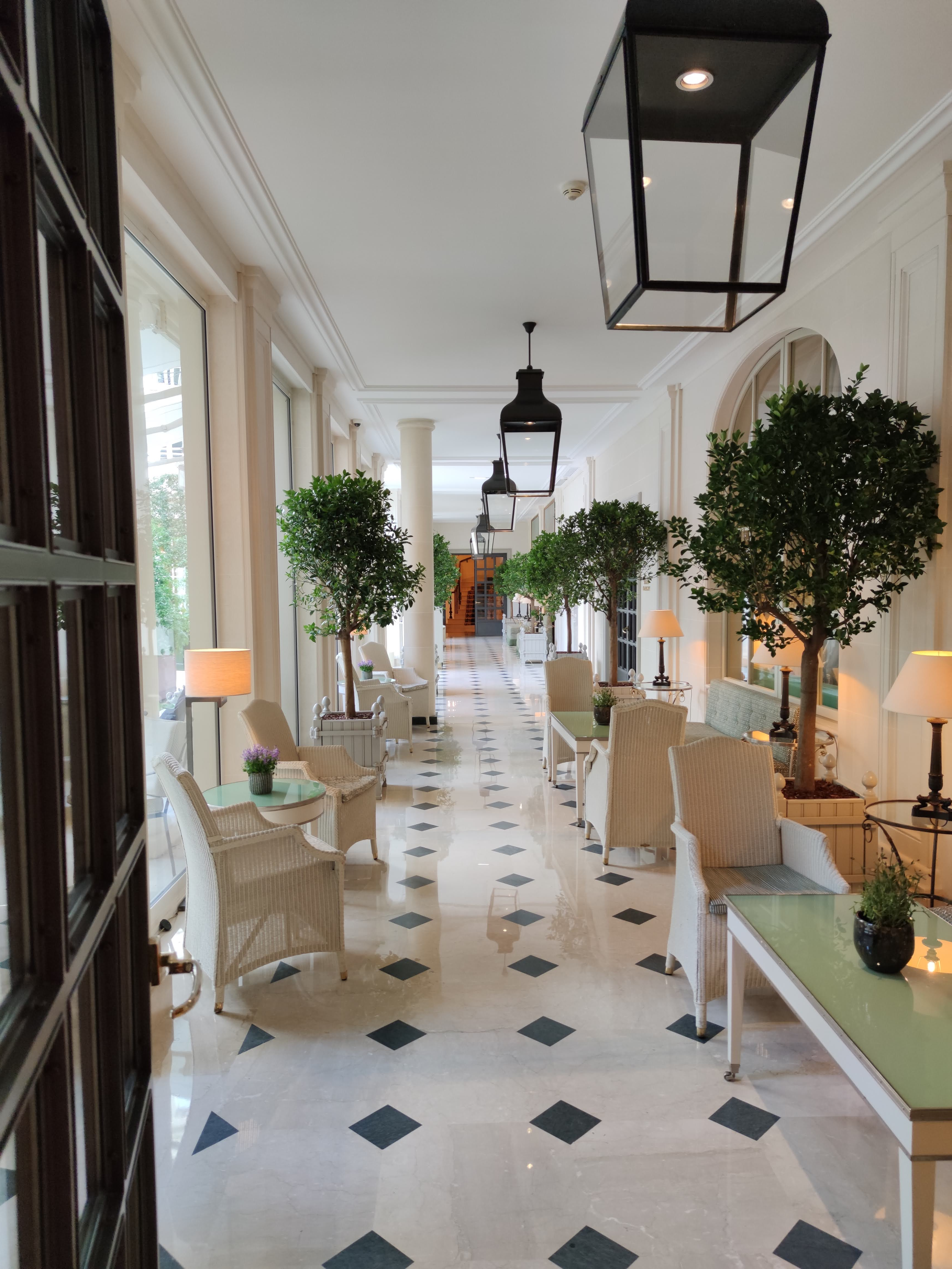
Couloir.

L’hôtel compte 190 chambres dont 100 suites. La plus grande suite est la suite Impériale de 320 m2. La Suite Panoramique a servi de décor au film de Woody Allen Minuit à Paris.
En 2022, le prix d’une nuitée au Bristol s’échelonne de 2 000 à 25 000 euros.

### Bar et restaurants

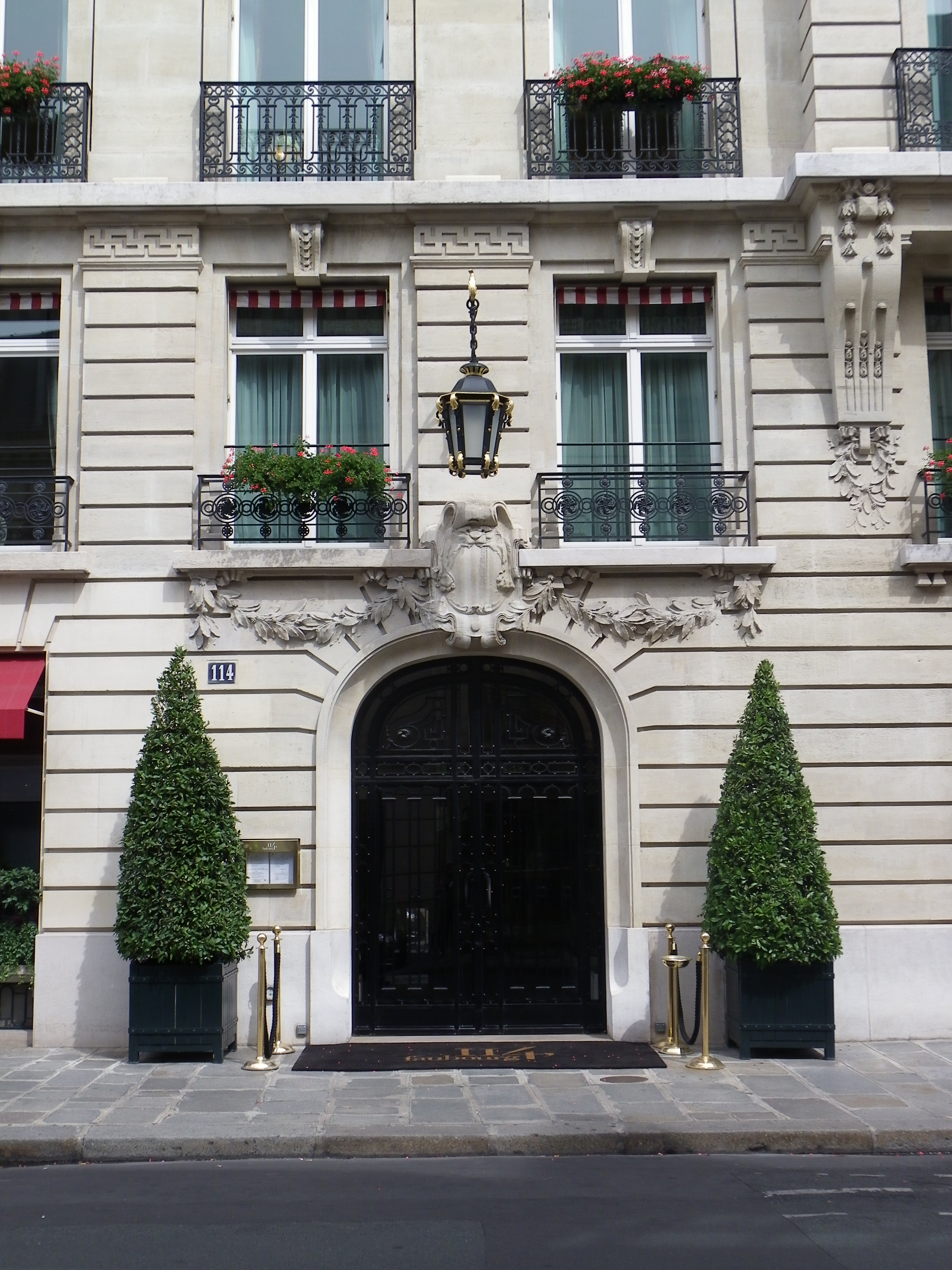
Entrée du 114 Faubourg rue du Faubourg-Saint-Honoré à Paris.

- L’hôtel compte deux tables étoilées : la brasserie Le 114 Faubourg, un macaron, et le restaurant gastronomique Épicure, trois macarons attribués par le guide Michelin[19] ;
- Le café Antonia ;
- Le bar du Bristol.

### Équipements divers
- Un hall avec des toiles de maîtres et des sculptures du XVIIIe et XIXe siècles acquises, dans les années 1930, à une vente aux enchères des réserves du musée du Louvre, ainsi que deux grandes tapisseries des Gobelins et leurs scènes champêtres ;
- Le plus grand jardin privé des palaces parisiens avec 1 200 m2 ;
- Une piscine habillée de teck est située au 6e étage et offre une vue panoramique sur les toits de Paris et le Sacré-Cœur ;
- 7 salons climatisés dont 4 ouverts sur le jardin ;
- Un spa Le Bristol by La Prairie et salle de fitness ;
- Une boulangerie avec son propre moulin à céréales. Les équipes de la boulangerie du Bristol travaillent avec 6 variétés de blé ;
- Une chocolaterie.

## Personnalités liées au Bristol
- La meneuse de revue Joséphine Baker (1906-1975) y a célébré ses 50 ans de carrière[19].
- Le cinéaste Woody Allen y a ses quartiers[23].
- La chanteuse Mireille Mathieu[24].

## Le Bristol au cinéma
- 1993 : Le Temps de l’innocence de Martin Scorsese ; une scène finale du film est tournée dans une chambre du palace.
- 2009 : Le Concert ; l'un des musiciens loue une chambre au Bristol.
- 2011 : Minuit à Paris de Woody Allen ; Owen Wilson et Rachel McAdams dorment au Bristol ; beaucoup de scènes s'y déroulent[25].